# Jean-Marc Roberts
Pour les articles homonymes, voir Roberts.
Œuvres principales
- Affaires étrangères (1979)

Jean-Marc Roberts, né le 3 mai 1954 à Paris 16e, et mort le 25 mars 2013 à Paris 15e, est un éditeur, écrivain et scénariste français.

## Biographie
Fils d'Edwin Roberts, directeur de grands magasins américains à Los Angeles, et d'Ada Lonati, comédienne italienne, Jean-Marc Roberts fait son entrée en littérature au début des années 1970, et apparaît en 1985 dans l'émission de Bernard Pivot, Apostrophes, face à Morgan Sportès et à Marc-Edouard Nabe, qui provoque une vive polémique.
Il est successivement éditeur au Seuil, au Mercure de France puis chez Fayard, avant d'être le directeur des éditions Stock à partir de 1998, jusqu'à son décès.
Il édite en 2003 le roman d'Aurélie Filippetti, Les Derniers Jours de la classe ouvrière, Colombe Schneck et, dans la collection Bleue, Belle et Bête, le dernier ouvrage de Marcela Iacub.
En 2011, il propose d'interdire la vente de livres sur Internet pour venir en aide aux librairies qui possèdent une boutique physique.
Il meurt le 25 mars 2013 à Paris 15e à l'âge de 58 ans des suites d'un cancer du cervelet, quelques jours après la sortie de son livre dans lequel il évoque sa maladie, Deux vies valent mieux qu'une.

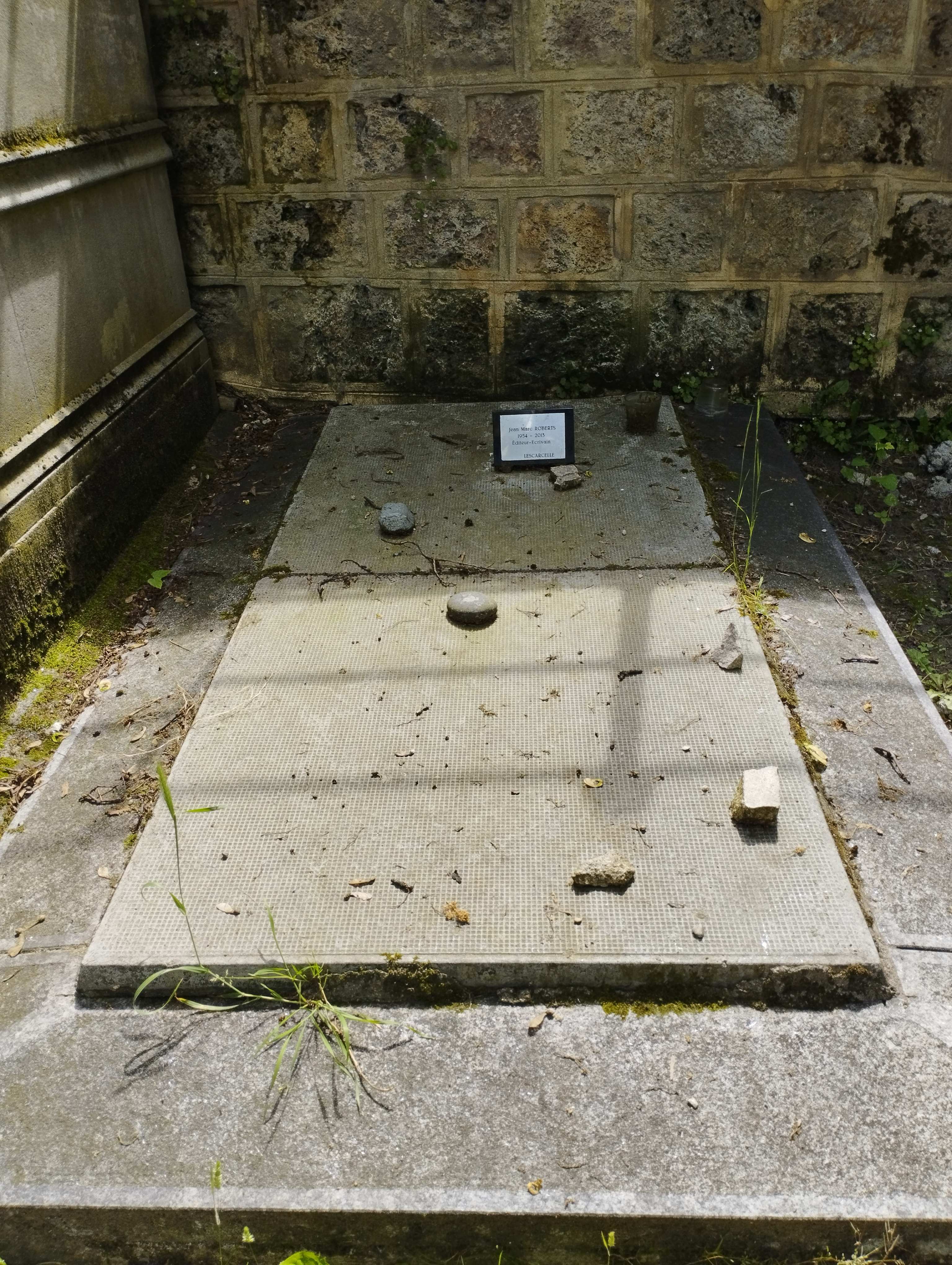
Tombe de Jean-Marc Roberts au cimetière de Montmartre (division 12).

Il est inhumé au cimetière de Montmartre (12e division).

### Commentaires
D'après Jérôme Garcin, « Jean-Marc Roberts n'est pas très fier de la manière dont, chaque automne, il magouille pour que ses auteurs obtiennent des prix ; il juge d'ailleurs que le milieu littéraire s'aigrit et se momifie. »
Amanda Sthers voit en lui « un père en littérature, et même un peu plus puisqu'il fut le premier amour de ma mère. »
L'écrivaine Colombe Schneck lui a écrit une lettre en mars 2013, au moment il est entré en soins palliatifs. Dans cette lettre non envoyée, mais publiée plus tard, elle évoque son « apprentissage littéraire » et leur séparation survenue trois ans plus tôt.

## Publications
- Samedi, dimanche et fêtes, Le Seuil, 1972
- Les Petits Verlaine, Le Seuil, 1973
- Baudelaire et les Voleurs, Julliard, 1973
- La Partie belle, Le Seuil, 1974
- La Comédie légère, Le Seuil, 1975
- Le Sommeil agité, Le Seuil, 1977
- Les Enfants de fortune, Le Seuil, 1978
- Affaires étrangères, Le Seuil, 1979
- Les Bêtes curieuses, Balland, 1980 ; rééd., Balland, 2003
- L'Ami de Vincent, Le Seuil, 1982
- Portrait craché, Le Seuil, 1983
- Méchant, Le Seuil, 1985
- Mon père américain, Le Seuil, 1988
- L'Angoisse du tigre, Le Seuil, 1990
- Les Seins de Blanche Neige, Grasset, 1993
- Affaires personnelles, Grasset, 1996
- Monsieur Pinocchio, Julliard, 1998
- Un début d'explication, Le Seuil, 2000 (ISBN 2-02-040908-9)
- Une petite femme, Grasset, 2000
- Toilette de chat, Le Seuil, 2003
- Je te laisse, Le Seuil, 2004
- Cinquante ans passés, Grasset, 2006
- La Prière, Flammarion, 2008
- François-Marie (plaidoyer pour François-Marie Banier[8]), Gallimard, 2011
- Deux vies valent mieux qu'une, Flammarion, 2013

### Prix
- 1973 : Prix Fénéon pour Samedi, dimanche et fêtes
- 1978 : Prix Max-Barthou de l’Académie française pour Le Sommeil agité
- 1979 : Prix Renaudot pour Affaires étrangères
- 1985 : Prix Max-Barthou de l’Académie française pour Méchant

## Cinéma

### Scénarios
- Une étrange affaire de Pierre Granier-Deferre, 1981, d'après son roman Affaires étrangères
- Que les gros salaires lèvent le doigt ! de Denys Granier-Deferre, 1982, d'après son roman Les Bêtes curieuses
- L'Ami de Vincent de Pierre Granier-Deferre, 1983, d'après son roman éponyme
- Cours privé de Pierre Granier-Deferre, 1986
- Faux et usage de faux  de Laurent Heynemann, 1990
- Elles n'oublient jamais de Christopher Frank, 1993

### Autres
Il apparaît dans le film Pourquoi (pas) le Brésil ? (2004) de Laetitia Masson, dans son propre rôle d'éditeur.

## Hommages et postérité
Jean-Marc Roberts fait l'objet d'un tombeau littéraire en étant au centre des romans-hommage La Clarinette (2015), L'Arbre du pays Toraja (2015) et L’Éditeur (2023), respectivement de Vassilis Alexakis, Philippe Claudel et Capucine Ruat. 
Jean-Marc Parisis publie en 2013 La Mort de Jean-Marc Roberts.
Organisé par l’association Jean-Marc Roberts, vouée à la promotion des manifestations qui ont un lien avec l’œuvre et la vie de l’ancien P-DG de Stock, le prix Blù Jean-Marc Roberts vise à mettre en valeur une œuvre de langue française. Lancé quatre ans après sa mort, le premier prix, doté de 10 000 euros, est décerné le 3 mai 2017, à Pierric Bailly pour L'Homme des bois.